# Casio Loopy
La Casio Loopy (ルーピー, Rūpī), sous-titrée « My Seal Computer SV-100 », est une console de jeux vidéo à cartouches produite par Casio et sortie uniquement au Japon. Sortie en octobre 1995, le marketing ciblait principalement les joueuses, ce qui la rendait unique en ce sens.
La console contient une imprimante couleur thermique pouvant être utilisée pour créer des autocollants à partir de captures d'écran de jeu. Un accessoire optionnel, appelé Magical Shop, permet à la console de pouvoir utiliser des périphériques externes (tels que les magnétoscopes ou des lecteurs de DVD) afin d'obtenir des images d'eux, d'ajouter du texte, et de créer des autocollants à partir de ces dispositifs. En incluant le Magical Shop, qui intègre son propre logiciel, la ludothèque de la Loopy contient 11 titres. La console dispose d'un port de manette compatible avec un contrôleur de jeu standard ou avec une souris (vendue séparément).
Le développement de jeux a été arrêté en novembre 1996 et Casio a cessé de produire la console en décembre 1998.

## Jeux
Onze titres ont été publiés pour le système,.
- Anime Land (あにめらんど, Animerando?)
- Bow-wow Puppy Love Story (わんわん愛情物語, Wanwan Aijō Monogatari?)
- Dream Change: Kokin-chan's Fashion Party (ドリームチェンジ 小金ちゃんのファッションパーティー, Dorīmuchenji Kokinchanno Fasshonpātī?)
- HARIHARI Seal Paradise (HARIHARIシールパラダイス, HARIHARI Shīru Paradaisu?)
- I Want a Room in Loopy Town! (ルーピータウンのおへやがほしい!, Rūpī Taun no O-heya ga Hoshii!?)
- Little Romance (リトルロマンス, Ritoru Romansu?)
- Lupiton's Wonder Palette (ルピトンのワンダーパレット, Rupiton no Wandāparetto?)
- Chakra-kun's Charm Paradise (チャクラくんのおまじないパラダイス, Chakurakun no Omajinai Paradaisu?)
- Caricature Artist (似顔絵アーティスト, Nigaoe Ātisuto?)
- PC Collection (パソコン・コレクション, Pasokon Korekushon?)
- Magical Shop (マジカルショップ, Majikaru Shoppu?)

## Périphériques et accessoires

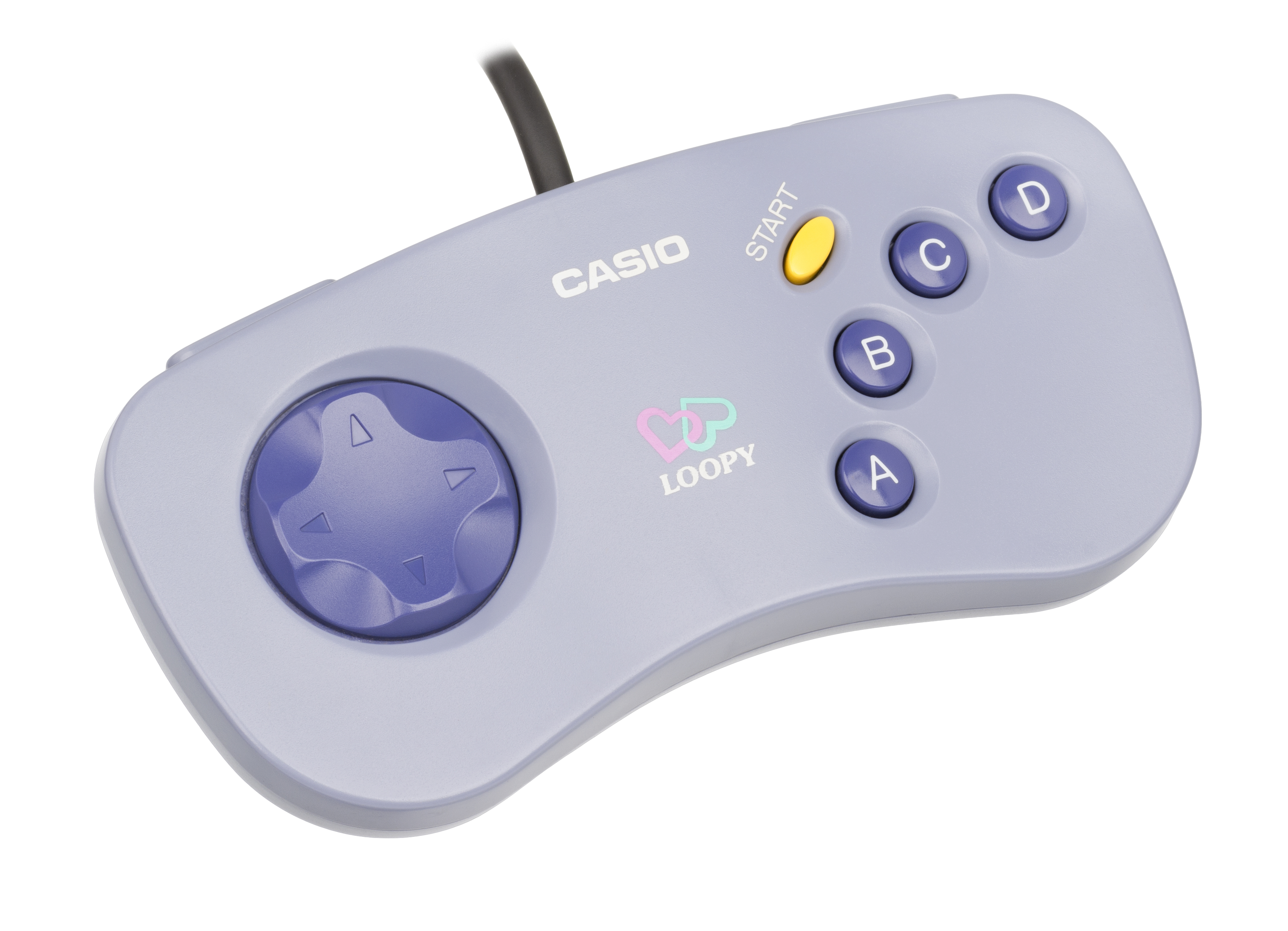
Manette officielle de la Casio Loopy
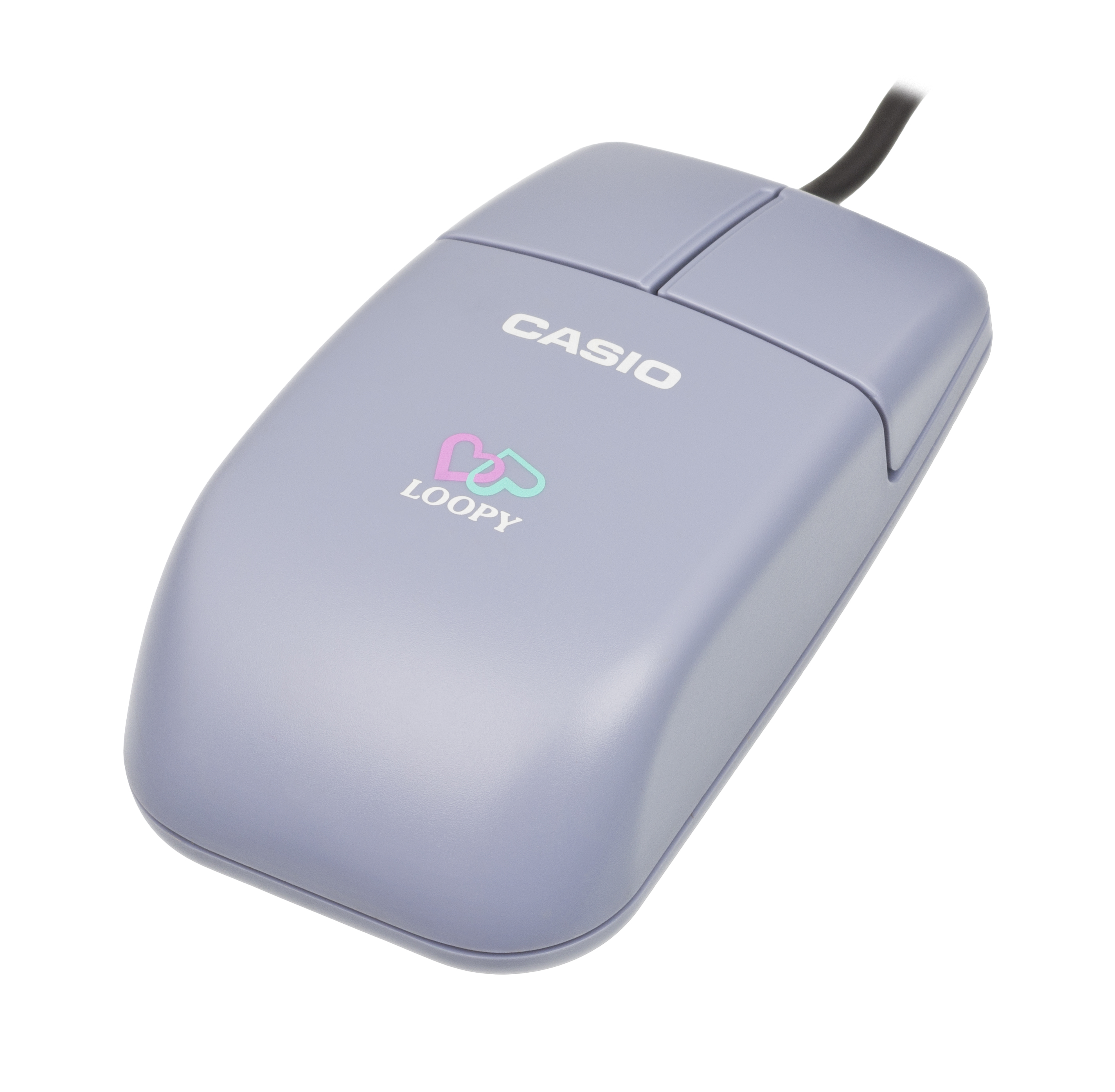
Souris officielle de la Casio Loopy